# Petrorhagia obcordata
Petrorhagia obcordata là loài thực vật có hoa thuộc họ Cẩm chướng. Loài này được (Margot & Reut.) Greuter & Burdet miêu tả khoa học đầu tiên năm 1982.